# Anopheles novaguinensis
Anopheles novaguinensis är en tvåvingeart som beskrevs av Venhius 1933. Anopheles novaguinensis ingår i släktet Anopheles och familjen stickmyggor. Inga underarter finns listade i Catalogue of Life.